# Яйсан
Яйсан (каз. Жайсаң) — село в Мартукском районе Актюбинской области Казахстана. Административный центр Яйсанского сельского округа. Код КАТО — 154639100.

## Население
Основано в 1897 году. В 1910 году в селе имелось 9 дворов, в которых проживало 44 человека.
В 1999 году население села составляло 2719 человек (1290 мужчин и 1429 женщин). По данным переписи 2009 года, в селе проживали 2304 человека (1098 мужчин и 1206 женщин).